# Motutara Island (Northland, Okaituna Bay)
Motutara Island ist eine kleine Felseninsel an der Ostküste der Region Northland im Norden der Nordinsel Neuseelands.

## Geographie
Die Insel besteht aus einer Ansammlung von Felsen und liegt etwa 380 m nordöstlich der kleinen Okaituna Bay, etwa 2,2 km östlich der Doubtless Bay und etwa 35 km ostnordöstlich von Kaitaia, der nächsten größeren Ortschaft im Norden der Region Northland. Die Felsen erstrecken sich über eine Fläche von rund 1,5 Hektar, mit einer Länge von ca. 230 m und einer Breite von bis zu 120 m. Die Entfernung zum Festland beträgt ca. 230 m.